# Team B
Team B (« Équipe B ») était le nom donné à un groupe d'analyse parallèle commissionné par la CIA dans les années 1970 qui avait pour but de fournir une contre-analyse des conclusions de la CIA en analysant les mêmes informations. La CIA était appelée « Équipe A » (Team A). John Paisley était chargé par la CIA d'être l'agent de liaison entre les deux, contrôlant l'information allant de l'équipe A à l'équipe B (qui avait accès à des documents top secrets).

## Membres
- Richard E. Pipes,
- Clare Boothe Luce,
- John Connally,
- général Daniel O. Graham (en),
- Edward Teller,
- Paul Wolfowitz (Arms Control and Disarmament Agency),
- général John W. Vogt (en),
- brigadier-général Jasper A. Welch,
- William van Cleeve (University of Southern California),
- Paul Nitze (Assistant Secretary of Defense for International Affairs),
- Foy D. Kohler (en) (U.S. Ambassador to Moscow),
- Seymour Weiss (en) (State Department)
- Thomas W. Wolfe (Rand Corporation).

## Critiques
L'équipe B surestimait systématiquement les capacités militaires et techniques de l'URSS.
Selon Fred Kaplan (en) : « Rétrospectivement, les rapports de l'équipe B (qui depuis ont tous été déprotégés) se sont révélés faux quasiment en tout point. »
Paul Warnke (en), un membre de l'Arms Control and Disarmament Agency (en) (ACDA) du temps où l'équipe B était en place, a écrit : 

« Quoi qu'on puisse dire sur l'évaluation des capacités militaires par un groupe d'experts indépendants, le caractère irréaliste d'arriver à des résultats utiles par des analyses "indépendantes" des objectifs stratégiques militaires aurait dû aller de soi. Toutefois, la futilité de l'entreprise du groupe a été assuré par la sélection des membres de la commission. Au lieu de prendre des gens de points de vue différents... la commission des Objectifs Stratégiques fut entièrement composée d'individus  qui ont basé leur carrière sur le fait de voir la menace soviétique comme alarmante. »

## Postérité
Les travaux du Team B furent relayés par le lobby nommé Committee on the Present Danger principalement actif pendant les années Reagan.